# キリン鉛筆
キリン鉛筆株式会社（キリンえんぴつ）は、かつて東京都荒川区にあった日本の文房具製造メーカー。

## 概要
1916年（大正5年）1月に創業し鉛筆の制作を始め、1947年（昭和22年）8月に「キリン鉛筆」として荒川区に設立した。1951年10月15日には、JIS表示許可を取得。1955年には、輸出貢献企業としてアイボール鉛筆などと共に通産省から、初めて証明される。以降、本格的に鉛筆の製造を行った。
鉛筆は、4色芯や7色芯、温度計付、スケール付鉛筆など同業他社と異なるアイデア鉛筆や創作鉛筆を企画製造し有名となった。
しかし、代表の佐々木康明が亡くなり後継者もいないため、2018年6月に廃業・解散した（テレビ東京によれば2019年閉業）。法人格は2019年1月に消滅している。社屋跡地である「キリン鉛筆ビル」は看板などを残した形で商業施設とされている。

## 主な製品

### 鉛筆
- No.115 - 赤茶色の軸をした、消しゴム付き鉛筆。
- No.322 - 赤茶色の軸をした、事務用鉛筆。
- No.2500 - 寫眞修整用・精密製図用・画用。緑軸と黄軸。
- No.7001 - 緑、赤、青の軸が4本ずつ箱に入った鉛筆。
- No.8000 - 高級キリン製図・寫眞修整用。藍色の軸。
- ACE50-100 - 「エース50-100」藍色の六角軸に銀色の銘が二面に箔押しされ、軸尾は白くシーリングされている。
- Woody PaI - 木肌むき出しの鉛筆。軸にらせん状の溝をつけた「うずまき鉛筆(No.W-14・W-15)」が有名。
- サーモペンシル - 液晶の温度計の付いた鉛筆。
- スネークペンシル - 軸と芯に軟質素材を使用し、自在に曲げることが出来る鉛筆。なお、キリン鉛筆が国内で初めて商品化に成功した[5]。
- その他ファンシー鉛筆

### 色鉛筆
- ドリームラインペンシル - １本の木軸の中に７色の芯が一体成形された色鉛筆
- KIRIN 60 COLOURS IN 36 PENCILS（T2800）
- No.800 - 24色色鉛筆
- No.6200 - 12色の軟質色鉛筆

## その他
- キリン鉛筆のマークは、動物の「キリン」では無く、中国神話に現れる伝説上の動物「麒麟」である。